# Jean Pierre Deland
Jean Pierre Deland (uttalas [deláng]) var en violinist, född 1763 i Luxemburg, död 8 april 1818 i Stockholm.
Delands föräldrar invandrade till Sverige där fadern Jean Louis Joseph blev kammarherre hos drottning Sofia Magdalena. År 1784 inkom han som violinist till Kungliga Hovkapellet där han kvarstannade till 1807. Samtidigt som han inkom till hovkapellet invaldes han i Par Bricole och skaffade en biljardrörelse på Drottninggatan 13. Mest känd är han som far till skådespelarna Pierre Deland och Fredrik Deland som båda var verksamma vid Djurgårdsteatern.